# Les Petits Hommes (Simenon)
Les Petits Hommes est une œuvre autobiographique de Georges Simenon publiée pour la première fois aux Presses de la Cité en avril 1976.
L'œuvre est dictée à Lausanne (Vaud), 12 avenue des Figuiers, le 1er avril, puis du 19 juin au 12 novembre 1974, et révisée en août 1975.
Elle fait partie de ses Dictées.